# Alford
|  | Per a altres significats, vegeu «Alford (Massachusetts)». |

Alford és una població dels Estats Units a l'estat de Florida. Segons el cens del 2000 tenia 466 habitants.

## Demografia
Segons el cens del 2000, Alford tenia 466 habitants, 196 habitatges, i 133 famílies. La densitat de població era de 140,6 habitants per km².
Dels 196 habitatges en un 30,1% hi vivien nens de menys de 18 anys, en un 48% hi vivien parelles casades, en un 14,3% dones solteres, i en un 32,1% no eren unitats familiars. En el 29,6% dels habitatges hi vivien persones soles el 15,8% de les quals corresponia a persones de 65 anys o més que vivien soles. El nombre mitjà de persones vivint en cada habitatge era de 2,38 i el nombre mitjà de persones que vivien en cada família era de 2,93.
Per edats la població es repartia de la següent manera: un 27,7% tenia menys de 18 anys, un 5,6% entre 18 i 24, un 27% entre 25 i 44, un 23% de 45 a 60 i un 16,7% 65 anys o més.
L'edat mediana era de 37 anys. Per cada 100 dones de 18 o més anys hi havia 82,2 homes.
La renda mediana per habitatge era de 19.250 $ i la renda mediana per família de 24.375 $. Els homes tenien una renda mediana de 28.333 $ mentre que les dones 16.250 $. La renda per capita de la població era de 14.689 $. Entorn del 27,9% de les famílies i el 36,9% de la població estaven per davall del llindar de pobresa.

## Poblacions més properes
El següent diagrama mostra les poblacions més properes.